# Inocencio Jiménez Vicente
Inocencio Jiménez Vicente (Zaragoza, 9 de noviembre de 1876-Madrid, 27 de abril de 1941) fue un jurista español, uno de los pioneros de la previsión social y miembro de la Real Academia de Ciencias Morales y Políticas.

## Biografía
Nació el 9 de noviembre de 1876 en Zaragoza.Hijo de un alpargatero, estudió el bachillerato en los escolapios. En 1901 obtuvo el premio extraordinario de Licenciatura en la Facultad de Derecho de la Universidad de Zaragoza y en 1902 se doctoró en la Universidad de Madrid. En 1903 marchó a París para ampliar estudios, donde contactó con figuras destacadas del catolicismo social europeo, al que dedicaría la mejor parte de su vida, participando activamente en la Acción Social Católica.
En política era tradicionalista.
En 1906 obtuvo la cátedra de Derecho penal de la Universidad de Zaragoza, donde formó parte del llamado grupo de Zaragoza (Aznar, Juan Salvador Minguijón y Adrián, Latre, Sancho Izquierdo, etc.), con los que en 1901 fundó el Noticiero. Promocionó círculos católicos y participó activamente en las asambleas universitarias de 1902, 1905, 1915 y 1922, así como en el Estatuto de la Universidad en 1919. Entre 1906 y 1919 recorrió todo Aragón promoviendo el cooperativismo y el asociacionismo agrario.

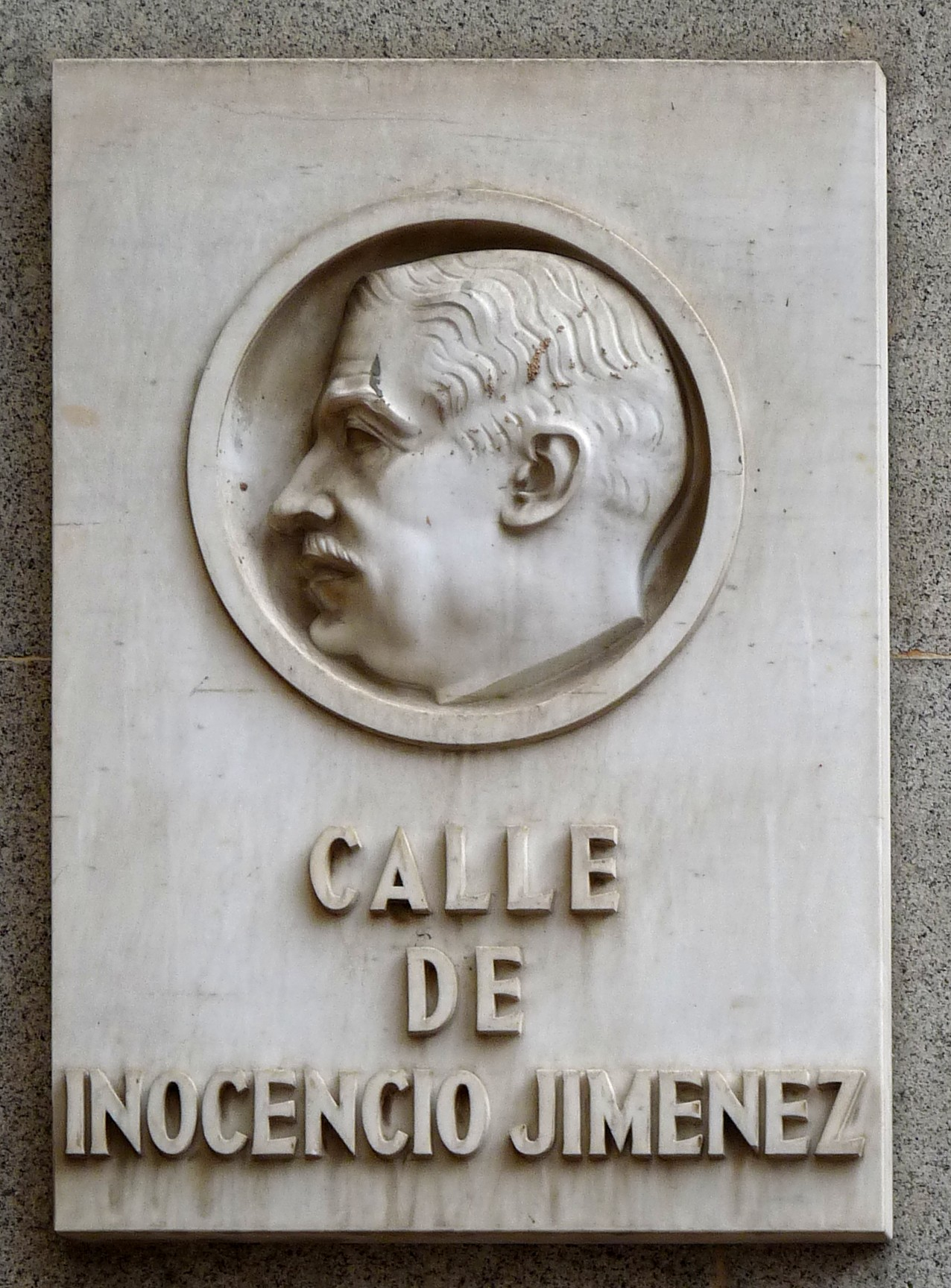
Calle de Inocencio Jiménez en Zaragoza

Fue vocal de la Comisión de Libertad Condicional, miembro del Patronato de Presos Libertos, fundador del reformatorio El Buen Pastor y vicepresidente del Tribunal Tutelar de Menores. En 1920 se trasladó a Madrid y, junto con José Maluquer y Salvador, fundó el Instituto de Previsión Social, del que fue nombrado director en 1931 a la muerte de Maluquer.
En 1940 obtuvo la cátedra de Derecho Penal de la Universidad de Madrid, fue nombrado vocal de la Comisión de Codificación y accedió a la Real Academia de Ciencias Morales y Políticas. Falleció el 27 de abril de 1941 en Madrid.

## Obra
- La acción social en Bélgica, Zaragoza, 1904.
- Vademécum del propagandista de sindicatos obreros; Zaragoza, 1909.
- Vademécum del propagandista de sindicatos agrícolas; Zaragoza, 1909.
- Veinte años de Previsión Social; Madrid, 1929.
- Memorias del Instituto Nacional de Previsión desde 1931 hasta 1935. El Seguro Social y lo privado; Madrid, 1934.
- Las inversiones de los Fondos de Previsión; Madrid, 1927.
- La unificación de los Seguros Sociales; Madrid, 1936, tercera edición.
- La obra de los Homenajes a la Vejez; Madrid, 1934.
- Los Tribunales Tutelaste de Menores; Zaragoza, 1932